# Hvar (isla)
Hvar ([xv̞âːr]) (en dialecto chakavo: Hvor o For, en italiano: Lesina, en griego: Pharos, en latín: Pharina) es una isla localizada en el mar Adriático, en el condado de Split-Dalmacia de la región de Dalmacia central, en Croacia.

## Historia

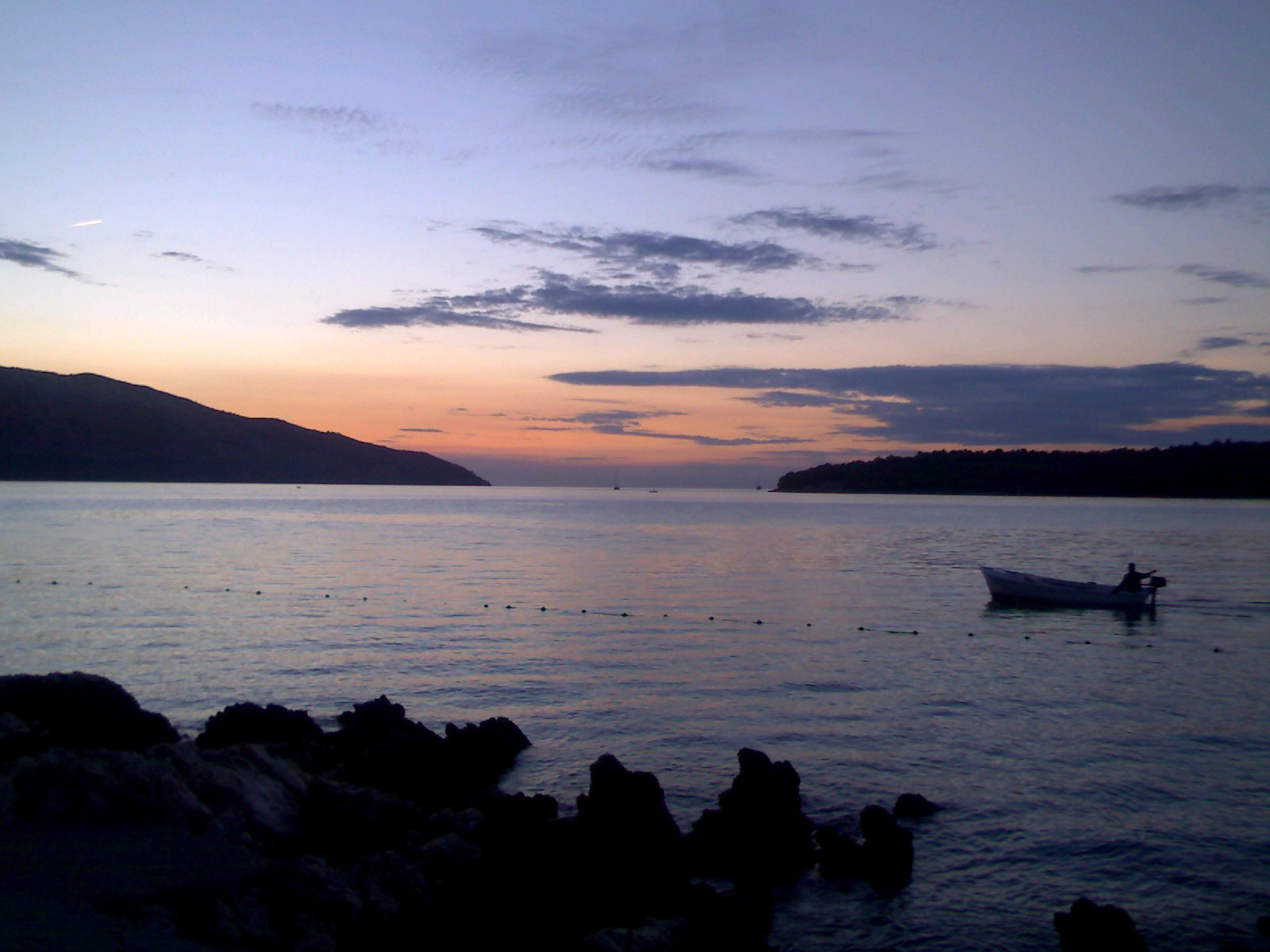
Stari Grad, ciudad en la costa norte de la isla.

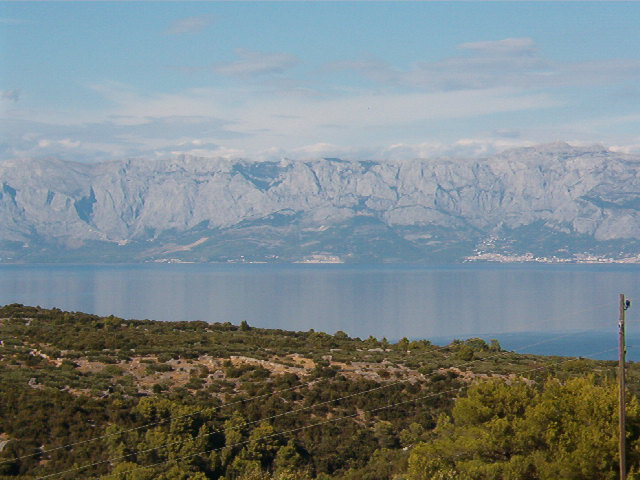
Costa croata vista desde Hvar.

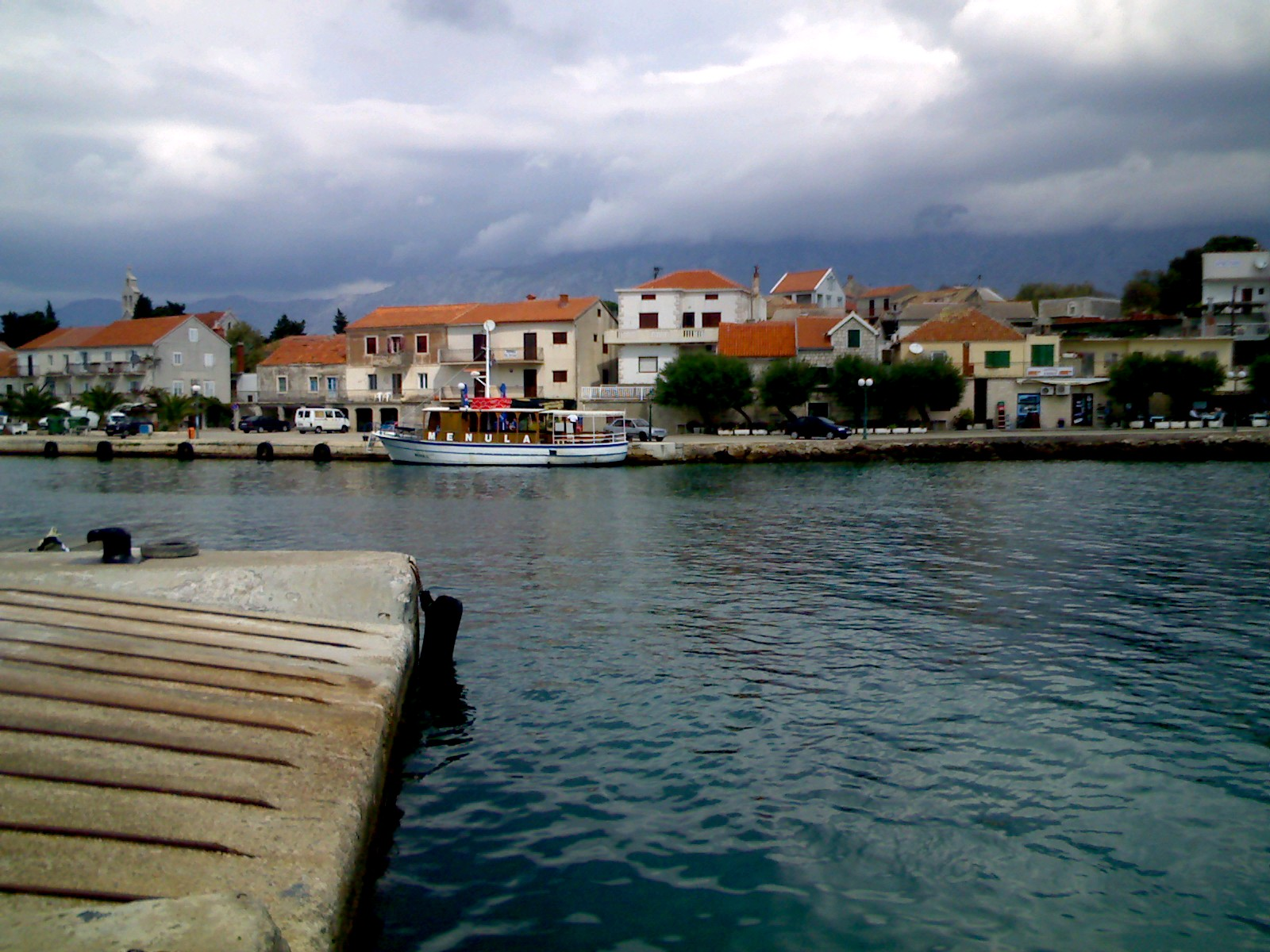
Puerto de Sućuraj.

Los primeros asentamientos humanos datan de la época de los ilirios, pero no fue hasta la llegada de los griegos, que fundaron en la isla la colonia de Faros, cuando adquirió cierta relevancia. Su postura a favor de Grecia al enfrentarse contra Roma, supuso la destrucción de esa colonia griega.  
Durante la Edad Media fue objeto de disputas entre las potencias vecinas: Imperio bizantino, monarquía de Hungría, República de Ragusa y República de Venecia, la que a partir de 1420 se adueñó de la isla. Durante el período veneciano, los turcos atacaron la isla en 1571 y destruyeron su capital. Tras la caída de Venecia en 1797, siguió el mismo destino el resto de la costa. En 1815, el Congreso de Viena asignó la isla al Imperio austríaco (luego el Imperio austrohúngaro) como parte del Reino de Dalmacia, una división administrativa del Imperio austrohúngaro. Durante la segunda mitad del siglo XIX y las primeras décadas del siglo XX se vivió una continua emigración (por razones económicas) de sus habitantes, principalmente hacia Argentina y Chile, países donde hoy día existen las comunidades croatas más grandes de América Latina. De hecho, en Argentina (Buenos Aires, provincia de Buenos Aires y provincia de Santa Fe) la mayor parte de los descendientes de croatas tiene sus ancestros en esta isla.

## Geografía
La isla, de forma alargada, tiene 68 km de este a oeste y una anchura máxima de 11 km.
Su pico más alto es el Sveti Nikola (San Nicolás), de 626 m.

## Clima
El clima de Hvar es el típico mediterráneo templado o costero, con inviernos suaves y veranos cálidos. La temperatura media anual es de 16 °C (61 °F), la precipitación media anual es de 686 mm, y tiene 2800 horas de sol anuales.
La temperatura media anual del mar en sus costas oscila entre el mínimo de febrero con 15 °C y el máximo de agosto con 24 °C (75 °F).
| Parámetros climáticos promedio de Hvar (1971−2000 normales, extremas 1858−2020) | Parámetros climáticos promedio de Hvar (1971−2000 normales, extremas 1858−2020) | Parámetros climáticos promedio de Hvar (1971−2000 normales, extremas 1858−2020) | Parámetros climáticos promedio de Hvar (1971−2000 normales, extremas 1858−2020) | Parámetros climáticos promedio de Hvar (1971−2000 normales, extremas 1858−2020) | Parámetros climáticos promedio de Hvar (1971−2000 normales, extremas 1858−2020) | Parámetros climáticos promedio de Hvar (1971−2000 normales, extremas 1858−2020) | Parámetros climáticos promedio de Hvar (1971−2000 normales, extremas 1858−2020) | Parámetros climáticos promedio de Hvar (1971−2000 normales, extremas 1858−2020) | Parámetros climáticos promedio de Hvar (1971−2000 normales, extremas 1858−2020) | Parámetros climáticos promedio de Hvar (1971−2000 normales, extremas 1858−2020) | Parámetros climáticos promedio de Hvar (1971−2000 normales, extremas 1858−2020) | Parámetros climáticos promedio de Hvar (1971−2000 normales, extremas 1858−2020) | Parámetros climáticos promedio de Hvar (1971−2000 normales, extremas 1858−2020) |
| Mes                                                                             | Ene.                                                                            | Feb.                                                                            | Mar.                                                                            | Abr.                                                                            | May.                                                                            | Jun.                                                                            | Jul.                                                                            | Ago.                                                                            | Sep.                                                                            | Oct.                                                                            | Nov.                                                                            | Dic.                                                                            | Anual                                                                           |
| ------------------------------------------------------------------------------- | ------------------------------------------------------------------------------- | ------------------------------------------------------------------------------- | ------------------------------------------------------------------------------- | ------------------------------------------------------------------------------- | ------------------------------------------------------------------------------- | ------------------------------------------------------------------------------- | ------------------------------------------------------------------------------- | ------------------------------------------------------------------------------- | ------------------------------------------------------------------------------- | ------------------------------------------------------------------------------- | ------------------------------------------------------------------------------- | ------------------------------------------------------------------------------- | ------------------------------------------------------------------------------- |
| Temp. máx. abs. (°C)                                                            | 19.6                                                                            | 23.4                                                                            | 24.5                                                                            | 27.8                                                                            | 33.0                                                                            | 38.0                                                                            | 37.5                                                                            | 37.7                                                                            | 34.4                                                                            | 31.5                                                                            | 25.7                                                                            | 20.6                                                                            | 38.0                                                                            |
| Temp. máx. media (°C)                                                           | 12.6                                                                            | 13.0                                                                            | 14.9                                                                            | 17.7                                                                            | 22.3                                                                            | 26.4                                                                            | 29.5                                                                            | 29.5                                                                            | 26.0                                                                            | 21.8                                                                            | 16.8                                                                            | 13.7                                                                            | 20.3                                                                            |
| Temp. media (°C)                                                                | 9.1                                                                             | 9.2                                                                             | 11.1                                                                            | 14.0                                                                            | 18.5                                                                            | 22.3                                                                            | 25.0                                                                            | 24.8                                                                            | 21.5                                                                            | 17.7                                                                            | 13.3                                                                            | 10.3                                                                            | 16.4                                                                            |
| Temp. mín. media (°C)                                                           | 5.9                                                                             | 5.9                                                                             | 7.7                                                                             | 10.5                                                                            | 14.7                                                                            | 18.3                                                                            | 20.9                                                                            | 20.8                                                                            | 17.7                                                                            | 14.3                                                                            | 10.1                                                                            | 7.2                                                                             | 12.8                                                                            |
| Temp. mín. abs. (°C)                                                            | −7.0                                                                            | −5.5                                                                            | −4.6                                                                            | 0.0                                                                             | 5.1                                                                             | 10.0                                                                            | 12.8                                                                            | 9.7                                                                             | 8.0                                                                             | 4.9                                                                             | −3.0                                                                            | −5.0                                                                            | −7.0                                                                            |
| Precipitación total (mm)                                                        | 68.4                                                                            | 55.7                                                                            | 62.7                                                                            | 54.1                                                                            | 46.7                                                                            | 34.4                                                                            | 26.4                                                                            | 45.2                                                                            | 63.7                                                                            | 79.3                                                                            | 94.0                                                                            | 83.2                                                                            | 713.7                                                                           |
| Días de precipitaciones (≥ 0.1 mm)                                              | 9.8                                                                             | 9.0                                                                             | 9.4                                                                             | 10.2                                                                            | 7.8                                                                             | 6.8                                                                             | 4.0                                                                             | 4.7                                                                             | 7.0                                                                             | 9.3                                                                             | 11.3                                                                            | 10.4                                                                            | 99.8                                                                            |
| Días de nevadas (≥ 1.0 cm)                                                      | 0.1                                                                             | 0.0                                                                             | 0.0                                                                             | 0.0                                                                             | 0.0                                                                             | 0.0                                                                             | 0.0                                                                             | 0.0                                                                             | 0.0                                                                             | 0.0                                                                             | 0.0                                                                             | 0.0                                                                             | 0.1                                                                             |
| Horas de sol                                                                    | 133.3                                                                           | 155.4                                                                           | 195.3                                                                           | 222.0                                                                           | 288.3                                                                           | 324.0                                                                           | 365.8                                                                           | 334.8                                                                           | 258.0                                                                           | 198.4                                                                           | 135.0                                                                           | 124.0                                                                           | 2734.3                                                                          |
| Humedad relativa (%)                                                            | 68.7                                                                            | 65.0                                                                            | 66.4                                                                            | 65.5                                                                            | 66.6                                                                            | 63.7                                                                            | 58.8                                                                            | 61.0                                                                            | 65.4                                                                            | 67.8                                                                            | 68.5                                                                            | 69.0                                                                            | 65.5                                                                            |
| Fuente: Croatian Meteorological and Hydrological Service                        |                                                                                 |                                                                                 |                                                                                 |                                                                                 |                                                                                 |                                                                                 |                                                                                 |                                                                                 |                                                                                 |                                                                                 |                                                                                 |                                                                                 |                                                                                 |

## Turismo
Hvar es una de las islas favoritas de los turistas,tanto por sus calas abrigadas entre rocas como por su vegetación, especialmente lavanda y romero que perfuman el aire en primavera, recibiendo el nombre de la Madeira del Adriático.

## División política
La isla está dividida desde el punto de vista político administrativo en cuatro unidades de autogobierno local (distritos), dos ciudades administrativas (Grad, en croata): Hvar y Stari Grad, y dos municipios (općina, en croata): Jelsa y Sućuraj.